# Ōza 1989
L'Ōza 1989 è stata la trentasettesima edizione del torneo goistico giapponese Ōza.

## Svolgimento

### Fase preliminare
La fase preliminare serve a determinare chi accede al torneo per la selezione dello sfidante. Consiste in una serie di tornei preliminari iniziali, i cui vincitori si qualificano al torneo per la determinazione dello sfidante.
- W indica vittoria col bianco
- B indica vittoria col nero
- X indica la sconfitta
- +R indica che la partita si è conclusa per abbandono
- +N indica lo scarto dei punti a fine partita
- +F indica la vittoria per forfeit
- +T indica la vittoria per timeout
- +? indica una vittoria con scarto sconosciuto
- V indica una vittoria in cui non si conosce scarto e colore del giocatore

|  | Primo turno        | Primo turno        | Primo turno |  |  | Secondo turno  | Secondo turno  | Secondo turno |  |               | Semifinali    | Semifinali    | Semifinali |  |  | Finale | Finale | Finale |
|  |                    |                    |             |  |  |                |                |               |  |               |               |               |            |  |  |        |        |        |
|  | Rin Kaiho          | Rin Kaiho          | W+7,5       |  |  |                |                |               |  |               |               |               |            |  |  |        |        |        |
|  | Hideki Komatsu     | Hideki Komatsu     |             |  |  | Rin Kaiho      | Rin Kaiho      |               |  |               |               |               |            |  |  |        |        |        |
|  | Yasumasa Hane      | Yasumasa Hane      | B+R         |  |  | Yasumasa Hane  | Yasumasa Hane  | W+7,5         |  |               |               |               |            |  |  |        |        |        |
|  | Masaki Takemiya    | Masaki Takemiya    |             |  |  |                |                |               |  | Yasumasa Hane | Yasumasa Hane | B+R           |            |  |  |        |        |        |
|  | Yoshio Ishida      | Yoshio Ishida      |             |  |  |                | Cho Chikun     | Cho Chikun    |  |               |               |               |            |  |  |        |        |        |
|  | Kunihisa Honda     | Kunihisa Honda     | W+R         |  |  | Kunihisa Honda | Kunihisa Honda |               |  |               |               |               |            |  |  |        |        |        |
|  | Hideo Otake        | Hideo Otake        |             |  |  | Cho Chikun     | Cho Chikun     | W+R           |  |               |               |               |            |  |  |        |        |        |
|  | Cho Chikun         | Cho Chikun         | W+R         |  |  |                |                |               |  |               | Yasumasa Hane | Yasumasa Hane | B+R        |  |  |        |        |        |
|  | Kōichi Kobayashi   | Kōichi Kobayashi   |             |  |  |                | Shuzo Awaji    | Shuzo Awaji   |  |               |               |               |            |  |  |        |        |        |
|  | Shuzo Awaji        | Shuzo Awaji        | W+1,5       |  |  | Shuzo Awaji    | Shuzo Awaji    | B+7,5         |  |               |               |               |            |  |  |        |        |        |
|  | Toshiya Imamura    | Toshiya Imamura    |             |  |  | Norimoto Yoda  | Norimoto Yoda  |               |  |               |               |               |            |  |  |        |        |        |
|  | Norimoto Yoda      | Norimoto Yoda      | W+R         |  |  |                |                |               |  | Shuzo Awaji   | Shuzo Awaji   | B+R           |            |  |  |        |        |        |
|  | Kunio Ishii        | Kunio Ishii        | W+3,5       |  |  |                | Goro Miyazawa  | Goro Miyazawa |  |               |               |               |            |  |  |        |        |        |
|  | Yoshitaka Ushikubo | Yoshitaka Ushikubo |             |  |  | Kunio Ishii    | Kunio Ishii    |               |  |               |               |               |            |  |  |        |        |        |
|  | Shuji Takahara     | Shuji Takahara     |             |  |  | Goro Miyazawa  | Goro Miyazawa  | W+R           |  |               |               |               |            |  |  |        |        |        |
|  | Goro Miyazawa      | Goro Miyazawa      | W+R         |  |  |                |                |               |  |               |               |               |            |  |  |        |        |        |

### Finale
La finale è una sfida al meglio delle cinque partite.